# トマス・テレフセン
トマス・テレフセン（Thomas Dyke Acland Tellefsen1823年11月26日 - 1874年10月6日）は、ノルウェーのピアニスト、作曲家。

## 生涯
トマス・テレフセンはノルウェイのトロンハイムの生まれで、そこで彼はオルガニストであった父のヨハン・クリスチャン・テレフセン（Johan Christian Tellefsen）とオレ・アンドレアス・リンデマン（Ole Andreas Lindeman）から教えを受けた。トマスは18歳の時、生まれた街で最初の公開演奏会を開いた。翌年、彼はパリに赴き、そこで同郷のCharlotte Thygesonの弟子となり、後にはフリードリヒ・カルクブレンナーの講義を受けたことも何度かあった。彼は1844年から1847年の間、定期的にショパンに習っていた。ショパンはテレフセンの個人的な友人にもなり、その大きな影響はテレフセンの音楽的嗜好、演奏、作曲の様式にまで及んだ。
テレフセンは1851年のパリデビューで圧倒的な成功を収め、すぐさまその時代の傑出したピアニストの一人と認められるようになった。また、特にそのショパンの作品の解釈が賞賛を浴びた。1849年にショパンが没すると、テレフセンは彼の生徒を何人か引き受け、その中にはジェーン・スターリングも含まれていた。1850年代、1860年代においてテレフセンは非常に成功したピアニストであるとみなされており、何度もイングランド、スウェーデンそしてノルウェイへと演奏旅行に出かけている。彼はパリで他界、亡骸はCimetière d´Auteuilに埋葬された。

## 作品番号付きの作品
- 4つのマズルカ Op.1
  - 第一曲 イ長調
  - 第二曲 イ短調
  - 第三曲 ホ短調
  - 第四曲 イ長調
- 夜想曲第1番 ヘ長調 Op.2
- 四つのマズルカ Op.3
- アヴェ・マリア Op.4
- 華麗な円舞曲 Op.5
- タランテラ Op.6
- 悲歌 Op.7
- ピアノ協奏曲第1番 ト短調 Op.8
- フルドラの踊り Op.9
- アダージョとロンド Op.10
- 夜想曲第2番 変ホ長調 Op.11
- 自作の主題と幻想曲 Op.12
- ピアノソナタ ハ短調 Op.13
  - 第一楽章 Allegro
  - 第二楽章 Adagio
  - 第三楽章 Vivace
- 六つのマズルカ Op.14
  - 第一曲 ニ短調
  - 第二曲 ト長調
  - 第三曲 ヘ短調
  - 第四曲 ヘ長調
  - 第五曲 ニ長調
  - 第六曲 ハ短調
- ピアノ協奏曲第2番 ヘ短調 Op.15
- アルバムの綴り Op.16
  - 第一曲 Allegro moderato
  - 第二曲 Lento
  - 第三曲 葬送行進曲
- 夜想曲第3番 ト短調
- 大ポロネーズ Op.17
- チェロソナタ Op.19
  - 第一楽章 Allegro moderato
  - 第二楽章 Adagio con molto espressione
  - 第三楽章 Scherzo. Presto
  - 第四楽章 Finale. Allegro vivace
- アレグレット Op.20
- チェロソナタ Op.21
  - 第一楽章 Allegro
  - 第二楽章 Allegretto
  - 第三楽章 Finale. Allegro
- トッカータ Op.22
- 小さなお菓子<<La petite mendiante>> Op.23
- 大マズルカ Op.24
- 大練習曲 Op.25
- 結婚の曲 ニ長調 Op.26
- 円舞曲 Op.27
- バラード Op.28
- 凱旋行進曲 Op.29
- 大円舞曲第5番、第6番 Op.30
  - 第一曲 ヘ長調
  - 第二曲 ヘ短調
- ピアノ三重奏曲 変ロ長調 Op.31
  - 第一楽章 Allegro maestoso
  - 第二楽章 Scherzo. Moderato
  - 第三楽章 Adagio
  - 第四楽章 Finale. Allegro
- Op. 32
  - 第一曲 ピアノとヴァイオリン（またはチェロ）のための子守唄
  - 第二曲 楽しい回想<<Joyeux Refrain>>
  - 第三曲 谷の中の牧歌<<Dans la Vallée, Idylle>>
- マズルカ Op.33
- 夢の中へ<<Au travers d´un Songe>> Op.34
- チェロのためのバレエのエア Op.35
- カプリッチョ　アッパッショナート Op.36
- ヴァイオリンソナタ Op.37
- ピアノのための即興曲 Op.38
- 夜想曲第4番 変ト長調 Op.39
- ヴァルハラの祭り Op.40
- 二台のピアノのためのソナタ Op.41
- エコセーズの旋律　ピアノのための編曲 Op.42
- 重音による練習曲 Op.43
- エリザベス女王のためのパヴァーヌ Op.44